# Lilla stjärna
Lilla stjärna (pierwotnie: Samma stjärnor lysa för oss två) – utwór szwedzkiej wokalistki Alice Babs, nagrany i wydany w 1958 roku, napisany przez Åke’a Gerharda i Gunnara Werséna. Singiel zajął pierwsze miejsce w finale krajowych selekcji Melodifestivalen, dzięki czemu artystka zdobyła możliwość reprezentowania Szwecji podczas finału 3. Konkursu Piosenki Eurowizji w tym samym roku. Utwór został pierwszą szwedzką propozycją kraju w historii imprezy.
Pierwotnie utwór nosił tytuł „Samma stjärnor lysa för oss två” i pod taką nazwą został zwycięzcą pierwszych szwedzkich eliminacji eurowizyjnych Melodifestivalen 1958. Wokalistka nie zgodziła się jednak na warstwę liryczną utworu, której autorem został Gunnar Wersén. Po pewnym czasie tekst kompozycji zmieniono, a nowym tytułem numeru została nazwa „Lilla stjärna”. Wersén nie wyraził jednak zgody na nagranie wersji studyjnej, zatem obecnie jedyne dostępne nagranie pochodzi z występu Babs na Konkursie Piosenki Eurowizji. Znalazło się ono także na albumie kompilacyjnym pt. Melodifestivalen 40 År: Vinnarna, który wydano w 1994 roku.
Podczas konkursu, który odbył się 12 marca 1958 roku, nowa wersja utworu została zaprezentowana jako piąta w kolejności i ostatecznie zdobyła 10 punktów, plasując się na czwartym miejscu finałowej klasyfikacji. Dyrygentem orkiestry podczas występu był Dolf van der Linden.